# Ostrovo, Razgrad
Ostrovo (în bulgară Острово) este un sat în comuna Zavet, regiunea Razgrad,  Bulgaria. 

## Demografie
Componența etnică a satului Ostrovo
     Romi (5,34%)
     Turci (57,89%)
     Bulgari (3,27%)
     Nicio identificare (33,47%)
La recensământul din 2011, populația satului Ostrovo era de 2.076 locuitori. Din punct de vedere etnic, majoritatea locuitorilor (57,89%) erau turci, existând și minorități de romi (5,34%) și bulgari (3,27%). Pentru 33,47% din locuitori nu este cunoscută apartenența etnică.